# Sljeme
Pour les articles homonymes, voir Šljeme et Sljeme (Lokve).
Sljeme est le sommet principal du mont Medvednica qui culmine à 1 032 mètres d'altitude. Il est situé au nord de Zagreb, dans le centre de la Croatie.
Le site est relié à Zagreb depuis 1963 par un téléphérique (rotation en 23 minutes) ainsi que par une route et divers chemins de randonnée.
Une petite station de ski a été développée sur le versant nord de la montagne. Elle accueille régulièrement des épreuves de la coupe du monde de ski alpin.